# Нове (Брасовський район)
Нове (рос. Новое) — присілок у Брасовському районі Брянської області Росії. Входить до складу муніципального утворення Столбовське сільське поселення. Населення — 22 особи.
Розташоване за 6 км на південь від села Глодневе.

## Історія
Згадується з першої половини XVII століття в складі Глодневського стану Комарицької волості. Історичну назву — село Овчухи, або Нижні Овчухи (на відміну від Верхніх Овчухів — однойменного села, нині Верхнє). Належав до парафії сіл Глоднево і Овчухи.
До 1778 року в Севському повіті, у 1778—1782 рр. в Луганському повіті, у 1782—1928 рр. — в Дмитрівському повіті (з 1861 — у складі Веребської волості, з 1923 в складі Глодневської волості). У XIX столітті — володіння Кушелєва-Безбородька. Був відомим гончарним ремеслом.
З 1929 року — в Брасовському районі. З 1920-х рр. до 2005 року входив до складу Городищенської (2-ї) сільради. У 1964 році перейменований в Нове.

## Населення
За найновішими даними, населення — 22 особи (2013).
У минулому чисельність мешканців була такою:
| Роки      | 1858 | 1866 | 1894 | 1920 | 1926 | 1979 | 1989 | 2002 | 2010 |
| --------- | ---- | ---- | ---- | ---- | ---- | ---- | ---- | ---- | ---- |
| Населення | 393  | 425  | 520  | 663  | 740  | 197  | 107  | 58   | 26   |